# Yeghegis (ort)
Yeghegis är en ort i Armenien.   Den ligger i provinsen Vajots Dzor, i den centrala delen av landet, 80 kilometer öster om huvudstaden Jerevan. Yeghegis ligger 1 579 meter över havet och antalet invånare är 1 045.
Terrängen runt Yeghegis är bergig åt nordost, men åt sydväst är den kuperad. Yeghegis ligger nere i en dal. Närmaste större samhälle är Yeghegnadzor, 12,2 kilometer söder om Yeghegis. 
Trakten runt Yeghegis består i huvudsak av gräsmarker. Runt Yeghegis är det ganska glesbefolkat, med 28 invånare per kvadratkilometer.